# Runnleden

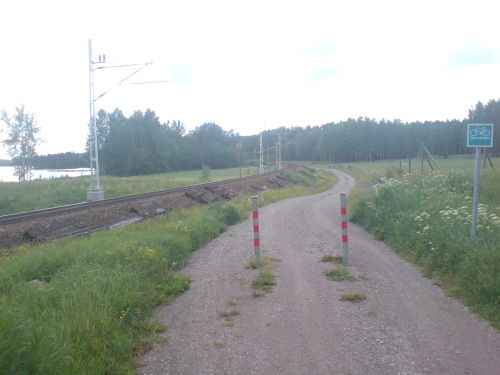
Runnleden utanför Liljesund i riktning mot Borlänge

Runnleden är en 27 kilometer lång cykelled mellan Borlänge och Falun. Namnet Runnleden kommer ifrån ledens närhet till sjön Runn som är belägen mellan de två städerna.
Leden startar vid Sveatorget i Borlänge centrum och passerar Domnarvsvallen och Borlänge Gammelgård innan man korsar Dalälven vid Domnarvet. Från Domnarvet till Ornäs åker man längs Gamla Faluvägen genom Barkargärdet. Väl framme i Ornäs korsar man sedan järnvägen i byns centrum och viker av österut mot Kyna och Storsund längs en liten asfalterad väg. I Ornäs får man även den första kontakten med Runn, i form av viken Ösjön.
Vid Storsund viker man av från den asfalterade vägen och en grusbelagd väg tar över. Strax därefter passeras kommungränsen och vägen bjuder på fina vyer över Runn ända fram till Hinsnoret. Man passerar byn på en passage mellan järnvägen och sjön Liljan. Efter Hinsnoret åker man på en gammal banvall, vilket gör sträckan fri från backar. Strax innan man når Källviken åker man återigen nära sjön. Främby udde passeras där det finns bland annat en campingplats, och därefter passerar man Kvarnberget. Mellan Kvarnberget och centrum passeras även Kopparvallen. Faluån korsas där den rinner ut i Runn och därefter svänger man in i centrum längs med Åsgatan. Leden har sitt slut vid Kristine kyrka, belägen vid Stora Torget i Falun.

Ett alternativ till Runnleden kan vara att cykla norrut genom Borlänge och haka in på Länsväg 293. Hela sträckan längs med länsvägen har en asfalterad cykelbana med belysning. Den sträckan är dessutom fem kilometer kortare, men även betydligt mer kuperad.